# Vincenzo Cappello
Vincenzo Cappello (o Capello) (Venezia, 1469 – Venezia, 19 agosto 1541) è stato un militare italiano, capitano generale della marina della Repubblica di Venezia.

## Biografia

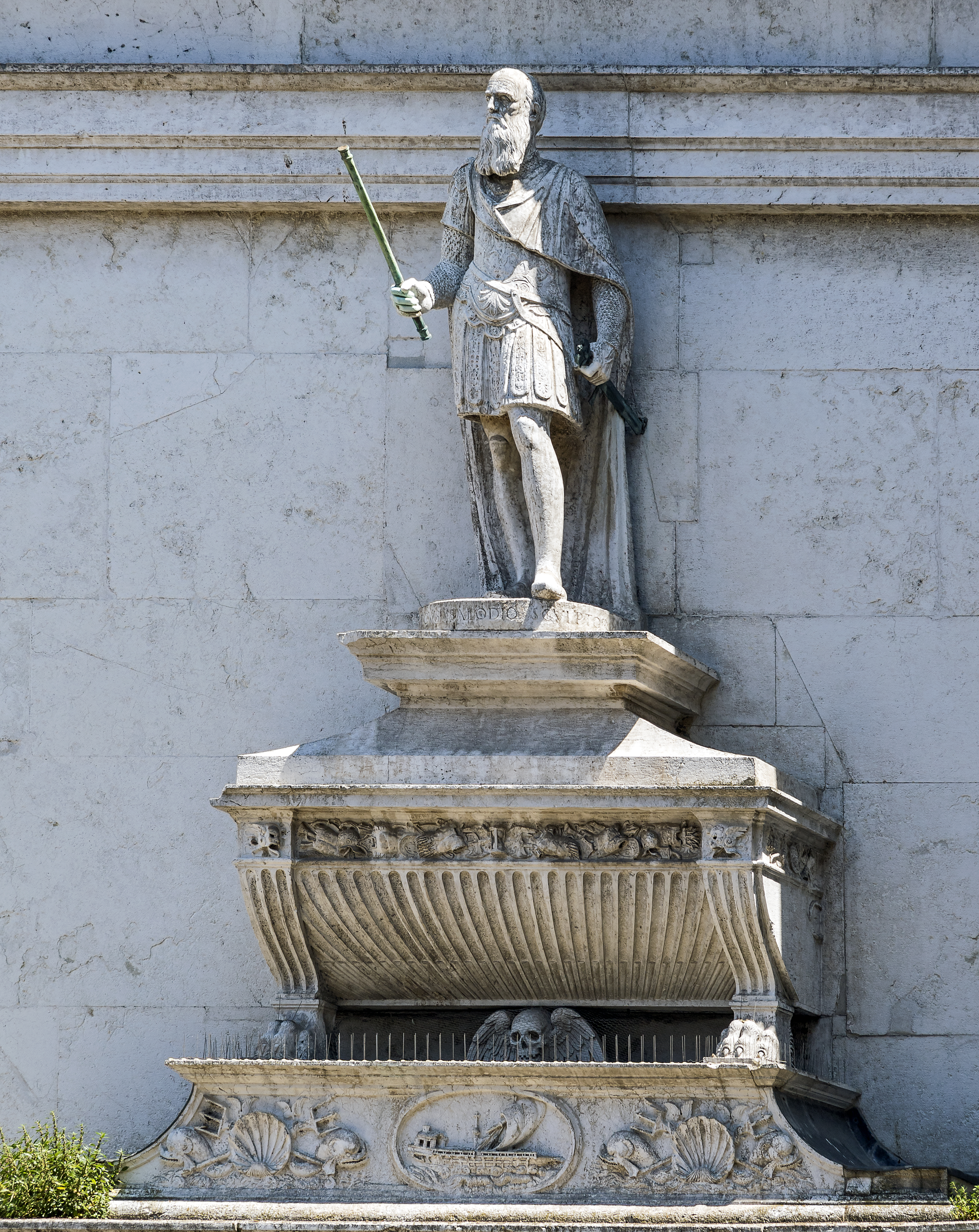
Monumento funebre dell'ammiraglio

Stemma della famiglia Cappello

Figlio di Nicolò Cappello e Francesca Loredan, nel giugno del 1504 viene nominato Capitano delle galere di Fiandra e di Londra. Viene ricevuto da Enrico VII Tudor che gli fa dono della propria arma, raffigurante una rosa.

Il 14 gennaio 1512 viene eletto Provveditore d'Armata. Nel febbraio 1514 viene inviato alla difesa di Padova. Nel marzo 1514 viene inviato a difesa delle coste dalmate. Reprime nell'agosto del 1514 la rivolta di Lesina. Nel dicembre del 1515 viene nominato capitano a Famagosta (Cipro).
Ritorna in patria il 29 luglio 1519 e il 16 ottobre accetta la carica nel Consiglio dei Dieci.
L'11 giugno 1532 è nominato Provveditore d'Armata con due precisi incarichi: mantenere la pace con gli Ottomani e l'Imperatore e "porre ordine all'armada".
Nel 1537 conquista Castelnuovo di Cattaro in mano ai Turchi ottomani. Nell'ottobre del 1538 è al comando della marina veneta nella battaglia di Prevesa.
Morì nel 1541 e fu sepolto nella chiesa di Santa Maria Formosa: l'urna con le ceneri e la statua vennero collocate sulla facciata, eretta lo stesso anno a sue spese.